# Grand Prix Izola 2018
La 5e édition du Grand Prix Izola a eu lieu le 25 février 2018. Elle fait partie du calendrier UCI Europe Tour 2018 en catégorie 1.2. La course est remportée par le Croate Dušan Rajović (Adria Mobil).

## Classements

### Classement final
La course est remportée par le Croate Dušan Rajović (Tirol).
| \| Classement général \| Classement général \| Classement général \| Classement général \| Classement général \| \| Coureur \| Coureur \| Pays \| Équipe \| Temps \| \| ------------------ \| ------------------ \| ------------------ \| ----------------------------- \| ------------------ \| \| 1er \| Dušan Rajović \| Serbie \| Adria Mobil \| 2 h 35 min 43 s \| \| 2e \| Daniel Auer \| Autriche \| WSA-Pushbikers \| + 0 s \| \| 3e \| Matthew Gibson \| Royaume-Uni \| JLT Condor \| + 0 s \| \| 4e \| Emīls Liepiņš \| Lettonie \| ONE Pro Cycling \| + 0 s \| \| 5e \| Jannik Steimle \| Allemagne \| Team Vorarlberg-Santic \| + 0 s \| \| 6e \| Nicolás Tivani \| Argentine \| Trevigiani-Phonix-Hemus 1896 \| + 0 s \| \| 7e \| Rok Korošec \| Slovénie \| My Bike-Stevens \| + 0 s \| \| 8e \| Matteo Draperi \| Italie \| Sangemini-MG.Kvis-Vega \| + 0 s \| \| 9e \| Paolo Totò \| Italie \| Sangemini-MG.Kvis-Vega \| + 0 s \| \| 10e \| Alex Turrin \| Italie \| Wilier Triestina-Selle Italia \| + 0 s \| |                |             |                               |                 |
| |                |             |                               |                 |
| Source : ProCyclingStats |                |             |                               |                 |
| Classement général |                |             |                               |                 |
| Coureur | Coureur        | Pays        | Équipe                        | Temps           |
| 1er | Dušan Rajović  | Serbie      | Adria Mobil                   | 2 h 35 min 43 s |
| 2e | Daniel Auer    | Autriche    | WSA-Pushbikers                | + 0 s           |
| 3e | Matthew Gibson | Royaume-Uni | JLT Condor                    | + 0 s           |
| 4e | Emīls Liepiņš  | Lettonie    | ONE Pro Cycling               | + 0 s           |
| 5e | Jannik Steimle | Allemagne   | Team Vorarlberg-Santic        | + 0 s           |
| 6e | Nicolás Tivani | Argentine   | Trevigiani-Phonix-Hemus 1896  | + 0 s           |
| 7e | Rok Korošec    | Slovénie    | My Bike-Stevens               | + 0 s           |
| 8e | Matteo Draperi | Italie      | Sangemini-MG.Kvis-Vega        | + 0 s           |
| 9e | Paolo Totò     | Italie      | Sangemini-MG.Kvis-Vega        | + 0 s           |
| 10e | Alex Turrin    | Italie      | Wilier Triestina-Selle Italia | + 0 s           |